# قلعه کامی-آکاساکا
قلعه کامی-آکاساکا (به ژاپنی: 上赤坂城, Kami-Akasaka-jō)، یک قلعه ژاپنی در دوره کاماکورا در دهکده چیهایاآکاساکا، اوساکا در استان اوساکا در ژاپن بود.
به صحنه اصلی شورش گنکو تبدیل شد. پس از اینکه کوسونوکی ماساشیگه در سال ۱۳۳۲ دوباره ارتش خود را بالا برد، این قلعه نوساز به یکی از قلعه‌های خاندان کوسونوکی تبدیل شد و با ارتش شوگون جنگید. در نبرد محاصره کامیاکاساکا، که در ۸ مارس ۱۳۳۳ رخ داد، فرمانده نیروهای شوگون هیرانو نیودو ja:平野重吉 و کوسونوکی ماساکی (برادر کوچکتر کوسونوکی ماساشیگه) با آسو هاروتو از کاماکورا شوگون - با ناگاکی چیکامیتسو و دیگران نبرد کردند. اگرچه قلعه کامی-آکاساکا در تاریخ ۱۷ مارس ۱۳۳۳ سقوط کرد، اما برای ارتش شوگون آسیب زیادی به همراه داشت، و همراه با نبرد قلعه چیهایا که در قلعه چیهایا رخ داد، کمک زیادی به پیروزی امپراتور گودایگو در جنگ گنکو کرد.